# 大田明日香
大田 明日香（おおた あすか）は、日本のアニメーター。

## 経歴
feel.に所属しており、様々な作品の動画、または動画検査を担当してきた。多くの作品で、動画と動画検査を兼任している。

## 作品リスト

### テレビアニメ
- アウトブレイク・カンパニー（2013年）

動画 全話
動画検査 第1、5、7、8、10話
- 失われた未来を求めて（2014年）

動画
動画検査
- やはり俺の青春ラブコメはまちがっている。続（2015年）

動画 第1 - 4、6 - 9、11、13話
動画検査 第1、9、11、13話
- この美術部には問題がある!（2016年）

動画 第1 - 3、7、9 - 12話
動画検査 第1、2、7、9 - 12話、ED
- やはり俺の青春ラブコメはまちがっている。完（2020年）

第二原画、動画、動画検査

### OVA
- やはり俺の青春ラブコメはまちがっている。続 OVA「きっと、女の子はお砂糖とスパイスと素敵な何かでできている。」（2016年）

動画

### アニメ映画
- エヴァンゲリオン新劇場版:破（2009年）

動画